# Burmistrzowie i prezydenci Koszalina

## Burmistrzowie Koszalina do 1945
| Imię i nazwisko           | od        |
| ------------------------- | --------- |
| Edlen Marguard            | 1266      |
| Hartmann                  | 1266      |
| Conrad Pernow             | 1286      |
| Johann Schüremann         | 1286      |
| Johann Crazig             | 1288      |
| Arnold Lassan             | 1288      |
| Johann de Nemitz          | 1294      |
| Lambert Fleischer         | 1311      |
| Theodorius Wendelstorp    | 1335      |
| Johannes Smorre           | 1339      |
| Gherardus Sibode          | 1345      |
| Christoferus              | 1350      |
| Petrus Hartmann           | 1356      |
| Johannes Pernow           | 1357      |
| Marquardos Voss           | 1370      |
| Sifridus Verchemin I      | 1379      |
| Calawes Voss              | 1391      |
| Otto Holsten              | 1393      |
| Keyne Pribbernow          | 1413      |
| Hinriewan Blankeborch     | 1420      |
| Clawes Varchmin           | 1423      |
| Syverd Varchmin           | 1429      |
| Kersten Heydebrek         | 1441      |
| Hans Pribbernow           | 1441      |
| Eggert Grotkop            | 1441      |
| Hans Bulgrin              | 1457      |
| Hans Tengel               | 1459      |
| Hinrik Abtshagen          | 1459      |
| Urlik Heidenrik           | 1459      |
| Otto Virstorp             | 1492      |
| Tesslaf Manow             | 1508      |
| Urlick Zerte              | 1510      |
| Clavos Rubak              | 1510      |
| Hans Taschenmaker         | 1510      |
| Peter Bulderian           | 1515      |
| Georges Wessentin         | 1515      |
| Hans Todenhagen           | 1519      |
| Hermann Freder            | 1519      |
| Jakob Rubak               | 1531      |
| Andreas Manow             | 1533      |
| Antonius Schlief          | 1533      |
| Hinrik Wandelmann         | 1534      |
| Hans Grave                | 1540      |
| Kersten Mochow            | 1545      |
| Peter Verchmin            | 1545      |
| Mauritz Nuss              | 1553      |
| Joachim Rubacke           | 1555      |
| Jakob Schweder            | 1557      |
| Moritz Rubak I            | 1560      |
| Claws Below               | 1561      |
| Joachim Papke I           | 1563      |
| Hans Liskow               | 1566      |
| Thomas Kolmey             | 1570      |
| Lorentz Schlief           | 1576      |
| Andreas Varchim           | 1585      |
| Moldenhauer               | 1594      |
| Georg Curdt               | 1596      |
| Georg Schmidt             | 1596      |
| Warnin Ernst              | 1599      |
| Jacob von Damitz          | 1601      |
| Andreas Lew               | 1602      |
| Joachim Gemlin            | 1605      |
| von Manteufel             | 1611      |
| Carsten Podewils          | 1617      |
| George von Rein           | 1617      |
| Joachim Volkmann          | 1622      |
| Joachim Pappke II         | 1622      |
| Heinrich Schweder         | 1623      |
| Josus Engelbrecht         | 1626      |
| Andreas Gemlin            | 1628      |
| Moritz Rubak              | 1629      |
| Wolfgang Reuter           | 1631      |
| Peter Moldenhauer jun.    | 1641      |
| Joachim Lew               | 1644      |
| Andreas Litzkow           | 1659      |
| Carsten von Kleist        | 1665      |
| Joachim Navin             | 1674      |
| Jacob Mūller              | 1681      |
| Sigism.Mader Geoerg       | 1685      |
| Heinrich Schwerer II      | 1688      |
| Christian Lew             | 1701      |
| Heinrich Koch             | 1702      |
| Bartolomeus Hille         | 1711      |
| Heinrich Scheunemann      | 1717      |
| Dr med. Christoph F. Ruel | 1718      |
| David Koch                | 1720      |
| Martin Truzedtel          | 1723      |
| C. Kleffmann              | 1731      |
| Georg Adam Zūequer        | 1733      |
| Lew Gabriel Lic. jur.     | 1737      |
| Casimir Reisemann         | 1737      |
| Michael Scheinemann       | 1741      |
| Martin Rackit             | 1755      |
| Carl Friedrich Noth       | 1757      |
| Carl Wilhelm Goden        | 1760      |
| Christian Hein.Schmidt    | 1767      |
| Johann Gotthilf Witte     | 1775      |
| Kretschmer                | 1781      |
| Jonas Julius Cammann      | 1785      |
| Paul Brandt               | 1786      |
| Kretschmann               | 1795      |
| Schröner                  | 1802      |
| von Braunschweig          | 1805      |
| Richardi                  | 1809      |
| Ernst August Braun        | 1816      |
| Heinrich Müller           | 1859      |
| Gottfried Lenz            | 1876      |
| Ernst Sasche              | 1888      |
| Dr Walter Pusch           | 1912      |
| Oskar Romann              | 1924      |
| Emil Binder               | 1934–1945 |

## Burmistrzowie, przewodniczący, prezydenci w latach 1945–1990
| Imię i nazwisko        | Funkcja         | od         | do         |
| ---------------------- | --------------- | ---------- | ---------- |
| Stanisław Jakubowski   | burmistrz       | 9.05 1945  | 9.07 1945  |
| Czesław Mikołajczak    | burmistrz       | 10.07 1945 | 19.10 1945 |
| Roman Stawicki         | p.o. burmistrza | 19.10 1945 | 11 1945    |
| Edmund Fudziński       | p.o. burmistrza | 11 1945    | 12 1945    |
| Czesław Mikołajczak    | burmistrz       | 12 1945    | 1.02 1946  |
| Marian Habelman        | burmistrz       | 1.02 1946  | 20.07 1946 |
| Czesław Mikołajczak    | burmistrz       | 20.07 1946 | 28.02 1947 |
| Henryk Jagoszewski     | burmistrz       | 1.03 1947  | 26.06 1948 |
| Stanisław Woźniakowski | burmistrz       | 26.06 1948 | 9.03 1949  |
| Mieczysław Brudinger   | burmistrz       | 9.03 1949  | 6.09 1950  |
| Florian Głogowiec      | przew. PMRN     | 9.09 1950  | 15.01 1951 |
| Marian Czerwiński      | przew. PMRN     | 15.01 1951 | 18.04 1952 |
| Tadeusz Wojciechowski  | przew. PMRN     | 18.04 1952 | 30.09 1952 |
| Tadeusz Wielgosz       | przew. PMRN     | 19.12 1952 | 5.12 1954  |
| Edmund Gryz            | przew. PMRN     | 19.12 1954 | 2.02 1958  |
| Tadeusz Ozga           | przew. PMRN     | 15.07 1958 | 8.02 1963  |
| Władysław Orłowski     | przew. PMRN     | 8.02 1963  | 5.02 1969  |
| Józef Bajsarowicz      | przew. PMRN     | 5.02 1969  | 22.12 1972 |
| Eugeniusz Bartkiewicz  | przew. PMRN     | 22.12 1972 | 11.06 1973 |
| Bernard Kokowski       | przew. PMRN     | 9.11 1973  | 9.12 1973  |
| Bernard Kokowski       | prezydent       | 9.12 1973  | 21.04 1981 |
| Henryk Sobolewski      | p.o. prezydenta | 1.03 1981  | 21.04 1981 |
| Jan Kuć                | prezydent       | 22.04 1981 | 22.05 1983 |
| Stanisław Mazur        | prezydent       | 1.08 1983  | 3.04 1986  |
| Eugeniusz Żuber        | prezydent       | 3.04 1986  | 11.08 1986 |
| Janusz Wojtych         | prezydent       | 11.08 1986 | 6.06 1990  |

## Prezydenci po 1990
| Bogdan Krawczyk      | prezydent       | 7.06 1990  | 30.06 1994 |
| Eugeniusz Redlarski  | prezydent       | 1.07 1994  | 21.10 1994 |
| Henryk Sobolewski    | p.o. prezydenta | 22.10 1994 | 16.02 1995 |
| Antoni Grzechowski   | prezydent       | 17.02 1995 | 10.10 1998 |
| Henryk Sobolewski    | prezydent       | 11.10 1998 | 17.11 2002 |
| Mirosław Mikietyński | prezydent       | 18.11 2002 | 8.12 2010  |
| Piotr Jedliński      | prezydent       | 9.12 2010  | 06.05 2024 |
| Tomasz Sobieraj      | prezydent       | 07.05 2024 | obecnie    |